# St. Nikolaus (Grüntegernbach)

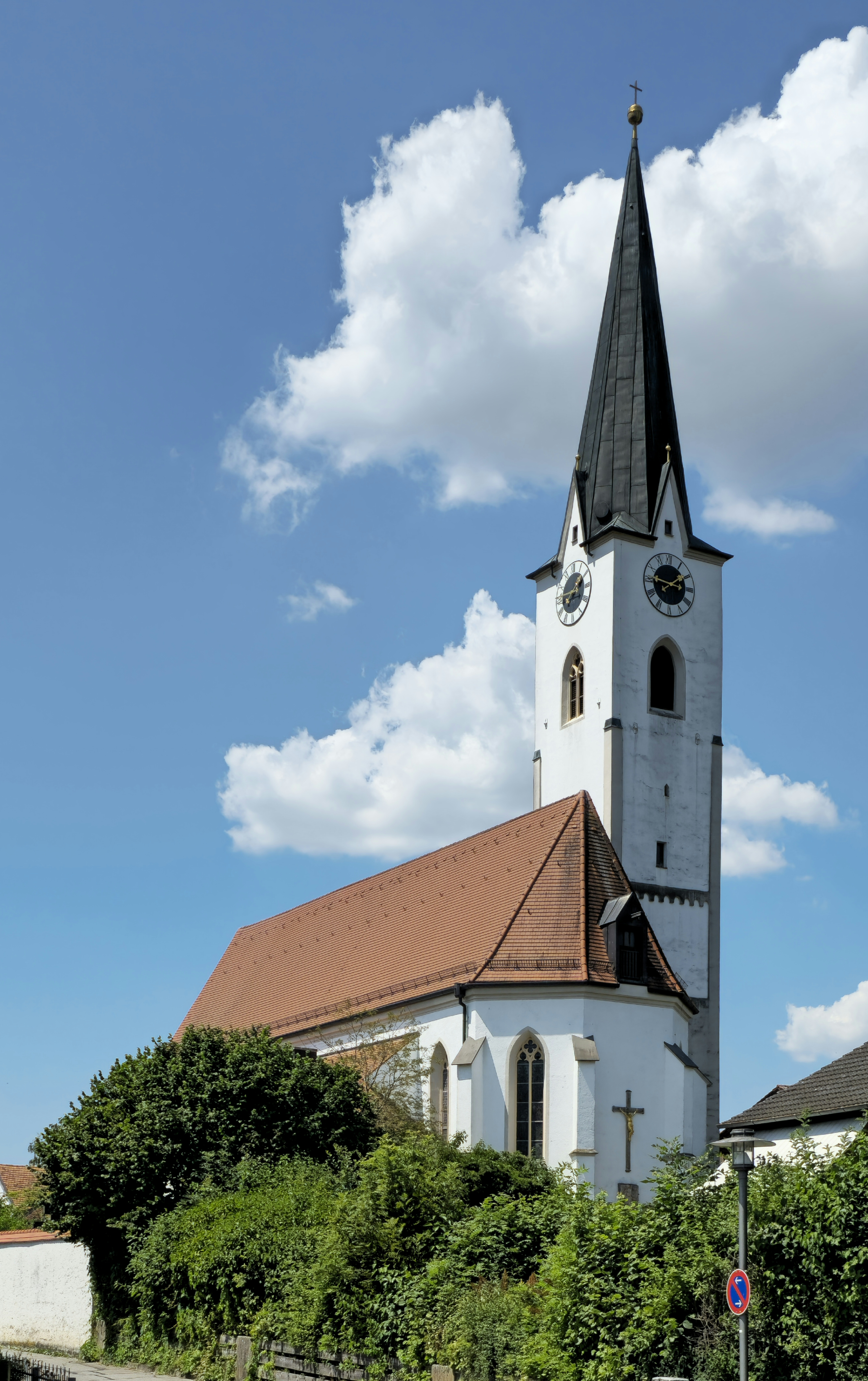
St. Nikolaus (Grüntegernbach)

Innenansicht

Fresko

Die römisch-katholische Pfarrkirche St. Nikolaus ist eine stattliche spätgotische Pseudobasilika im Gemeindeteil Grüntegernbach von Dorfen im Landkreis Erding in Oberbayern. Sie gehört zum Pfarrverband Buchbach im Dekanat Oberbergkirchen des Erzbistum München und Freising.

## Geschichte und Architektur
Die Kirche ist ein pseudobasilikales, durchgehend gewölbtes Bauwerk des späten 15. Jahrhunderts, das in den Jahren 1875–78 erweitert und neu ausgestattet wurde. Renovierungen wurden 1980 innen und 1990 außen durchgeführt.
Das Langhaus ist in fünf Achsen gegliedert; der nicht eingezogene Chor endet in einem Dreiachtelschluss, ein hoher Spitzturm von 1897 im nördlichen Chorwinkel akzentuiert das Bauwerk. Das Westjoch des Langhauses, die Gewölberippen und das Fenstermaßwerk sind neugotisch; die Seitenschiffe sind durch tiefe, spitzbogig durchbrochene Strebepfeiler in Seitenkapellen unterteilt, die Raumwirkung zeigt damit Elemente der Pseudobasilika, der Hallenkirche und einer Wandpfeilerkirche. Die neugotischen Chorfenster wurden 1906 gestiftet und zeigen Darstellungen der Verkündigung an Maria und der Geburt Christi.
Im Jahr 1952 schuf der Münchner Maler Sebastian Hausinger elf Wandgemälde mit einer Darstellung der Legenden des Heiligen Christophorus, Nikolaus von Myra und Nikolaus von Flüe, die mit Zitaten aus der Bibel versehen sind.

## Ausstattung
Das Hauptstück der Ausstattung ist ein neugotischer Hochaltar von Paul Horchler aus Burghausen; nach dem Entwurf des Architekten Joseph Anton Müller aus den Jahren 1877/78, auch die Kanzel wurde von den gleichen Künstlern gestaltet. Ein aufwändiges Epitaph an der Chornordwand erinnert an den 1772 verstorbenen Pfarrer Maximilian Friedrich Graf von Mohrnberg.
Der Spätgotik gehört ein achteckiger Taufstein aus Rotmarmor mit einem erneuerten Kupferdeckel an. Von den zahlreichen Statuen im Kirchenraum erwähnenswert sind die barocke Darstellung von Christus in der Rast und das Kanzelkreuz mit der Schmerzhaften Mutter Gottes.
Das Chorgestühl wurde 1880 vom Kunstschreiner Anton Frank gestaltet.

### Orgel

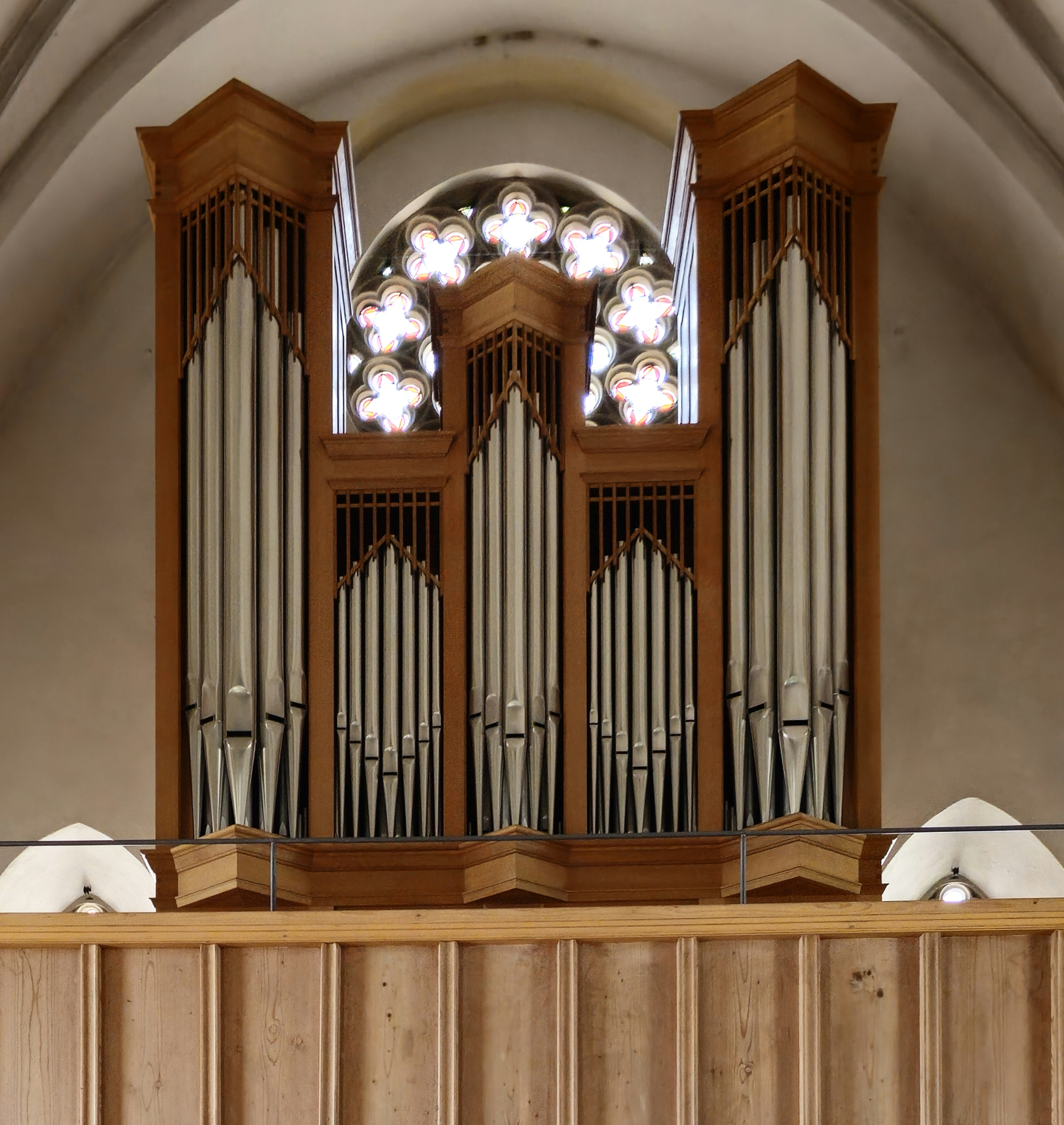
Die Linder-Orgel

Die Orgel mit 14 Registern, dazu ein Vorabzug und zwei Extensionen, auf zwei Manualen und Pedal wurde 2012 von Alois Linder neu gebaut. Dabei wurden einige Register aus einem Vorgängerinstrument vermutlich von Gebr. Frosch, München wiederverwendet. Die Disposition lautet:
| I Manual C–g3            |       |
| Principal                | 8′    |
| Rohrflöte                | 8′    |
| Octave                   | 4′    |
| Holzflöte                | 4′    |
| Blockflöte               | 2′    |
| Quinte (Vorabzug Mixtur) | 1 ⁄3′ |
| Mixtur IV                | 1 ⁄3′ |

| II Manual C–g3 |        |
| Copel          | 8′     |
| Salicional     | 8′     |
| Principalflöte | 4′     |
| Quinte         | 2 ⁄3′  |
| Oktave         | 2′     |
| Terz           | 1 3⁄5′ |
| Tremulant      |        |

| Pedal C–f1                |     |
| Subbaß                    | 16′ |
| Oktavbaß                  | 8′  |
| Gedecktbaß (Ext. Subbaß)  | 8′  |
| Choralbaß (Ext. Oktavbaß) | 4′  |

- Koppeln: II/I, I/P, II/P

Anmerkungen
1. 1 2 3 4  aus der alten Orgel.
2. ↑  teilweise aus der alten Orgel.

### Glocken
Die Kirche verfügt über vier Bronze-Glocken, die 1949 von Karl Czudnochowsky in Erding gegossen wurden. Sie bilden die Melodielinie eines ausgefüllten Dur-Dreiklangs. Die Glocken im Einzelnen:
| Glocke | Name       | Durchmesser | Masse   | Schlagton |
| ------ | ---------- | ----------- | ------- | --------- |
| 1      | Nikolaus   | 1300 mm     | 1198 kg | es1       |
| 2      | Maria      | 1150 mm     | 853 kg  | f1        |
| 3      | Laurentius | 1030 mm     | 628 kg  | g1        |
| 4      | Josef      | 850 mm      | 338 kg  | b1        |

Linke Langhausseite
Chor
Rechte Langhausseite